# Вулиця Академіка Кащенка
Ву́лиця Акаде́міка Ка́щенка — вулиця в Голосіївському районі міста Києва, селище Мишоловка. Пролягає від провулку Квітки-Основ'яненка до Ягідної вулиці.
Прилучаються вулиці Трахтемирівська, Парникова, Віри Ґедройць, провулки Ягідний, Корчуватський та Самбірський.

## Історія
Вулиця виникла в 1-й половині XX століття під назвою Шкільна. Сучасна назва на честь українського біолога Миколи Кащенка — з 1955 року.